# 井陉窑遗址
井陉窑遗址，位于中国河北省石家庄市井陉县天长镇，1993年7月15日公布为河北省文物保护单位，类型为古遗址。2001年6月25日公布为第五批全国重点文物保护单位。